# Charlotte Broman Mølbak
Charlotte Broman Mølbæk, née le 29 novembre 1977 à Aarhus (Danemark), est une femme politique danoise, membre du Parti populaire socialiste.

## Biographie
Charlotte Broman Mølbæk est d'abord éducatrice en crèche puis en institution pour enfants placés à Aarhus, avant de devenir consultante familiale à Randers en 2007, un emploi qu'elle quitte en 2014. Elle reprend des études en 2015, en politique et en administration, à l'université d'Aalborg.
Elle est engagée au sein du Parti populaire socialiste, dont elle préside la section locale de Randers entre 2013 et 2014. Elle est tête de liste pour les élections municipales de novembre 2013 et est élue conseillère municipale. Elle est de nouveau tête de liste lors des élections de novembre 2017 et remporte un deuxième mandat. Elle prend la présidence de la commission des affaires sociales du conseil municipal après le scrutin.
Elle est élue députée au Folketing lors des élections législatives de juin 2019. Elle quitte alors son mandat de conseillère municipale.
Elle remporte un second mandat lors des élections législatives de novembre 2022.